# Alpro
Alpro — европейская компания, базирующаяся в Генте, Бельгия. Выпускает и продаёт органические и неорганические, негенетически модифицированные и растительные продукты питания и напитки из сои, миндаля, фундука, кешью, риса, овса или кокоса. В Alpro работает более 1200 человек в Европе. Компания насчитывает три производственных предприятия в Бельгии, Франции и Великобритании и продаёт свою продукцию в Европе и за её пределами, при этом большая часть её бизнеса находится в Европе.

## История
Компания Alpro была основана 27 мая 1980 года как дочернее подразделение базирующейся в Бельгии компании Vandemoortele Groep. Позже Alpro расширила свою деятельность по всей Европе и в 2000 году построила завод по производству соевого молока в Бартон-Латимэ, Англия.
В 2008 году компания Alpro запустила первую в Великобритании «низкокалорийную соевую альтернативу йогурту» после того, как в 2006 году было представлено «низкокалорийное соевое молоко» Soy Light.
Сообщается, что с 2000 по 2008 год доходы Alpro утроились. В 2009 году напитки составляли две трети доходов Alpro.
В июне 2009 года компания Vandemoortele продала Alpro за 455 миллионов долларов США компании Dean Foods, которая продавала соевое молоко под брендом «Silk» в США.
В июне 2013 года WhiteWave — дочерняя компания Dean Foods, которая управляла Alpro — была выделена в отдельную компанию, зарегистрированную на Нью-Йоркской фондовой бирже. В июле 2013 года компания Dean Foods продала оставшиеся 19,9% акций WhiteWave, тем самым прекратив своё участие в Alpro.
В июле 2016 года было объявлено, что французская компания Danone приобретёт WhiteWave Foods за $10,4 млрд. Приобретение было завершено в апреле 2017 года, и вновь созданная компания получила название «DanoneWave».
В 2020 году овсяное молоко No Sugars от Alpro получило премию Lausanne Index Prize — Supreme Award, приз в области переработанных пищевых продуктов.
Генеральным менеджером Alpro является Сью Гарфитт.

## Продукция
Alpro распространяет веганские продукты на основе сои под брендами Belsoy, Alpro Soya и Provamel. Продукция включает в себя соевое молоко, соевый йогурт, соевые сливки и десерты на основе сои, маргарины на растительной основе и мороженое на растительной основе. Все продукты изготовлены из сои, миндаля, фундука, кешью, риса, овса или кокоса.
Под торговой маркой Provamel выпускаются исключительно органические продукты (включая многие органические версии продуктов Alpro Soya), которые предназначаются для продажи только независимыми розничными продавцами здорового питания.
Соевое молоко Alpro получило наивысшую оценку (из 16 протестированных различных видов простого соевого молока) по оценке ведущей немецкой группы по безопасности потребителей Stiftung Warentest.

Другие продукты Alpro — йогурты, «десерты и мясные альтернативы».

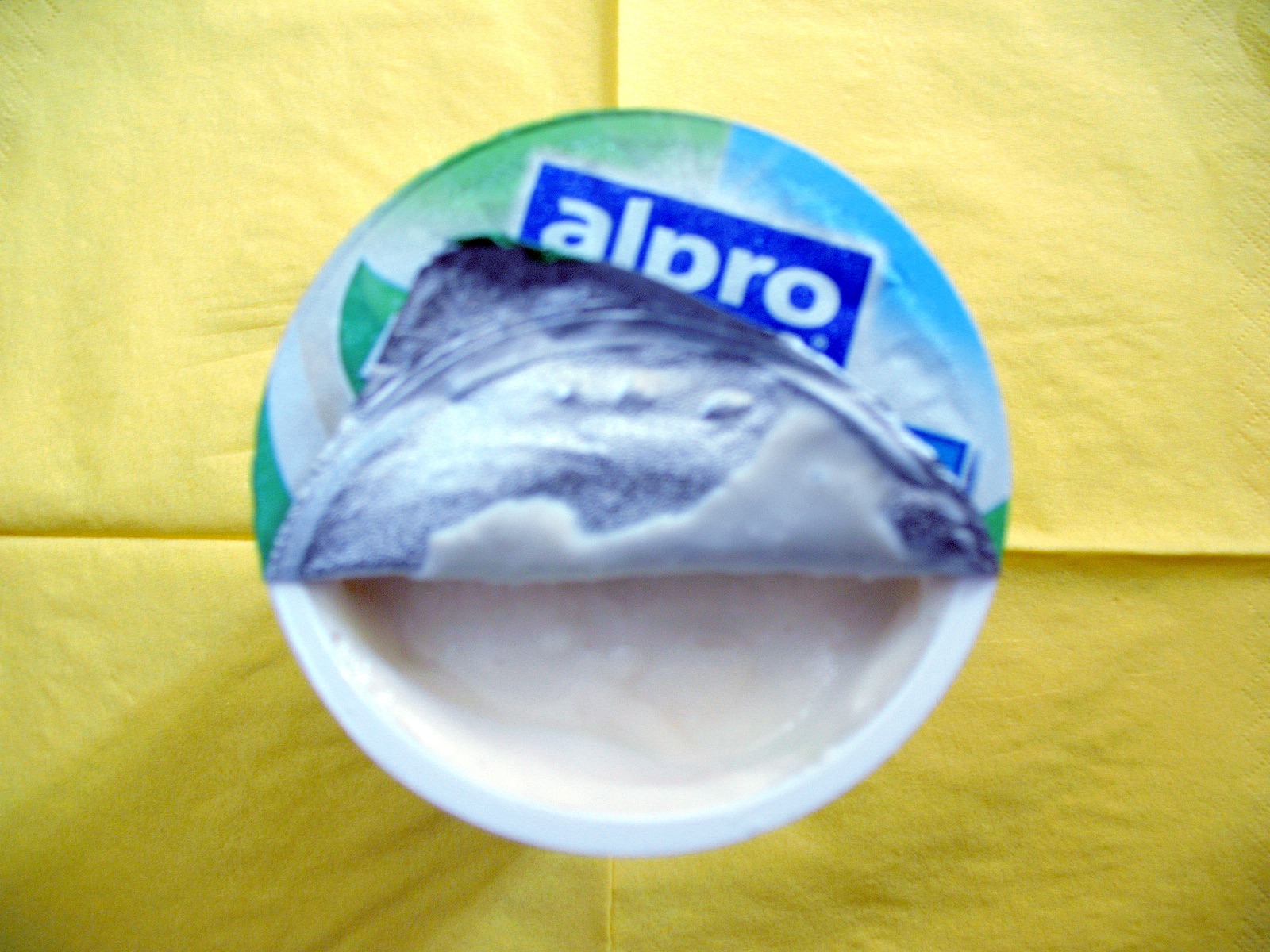
Соевый йогурт
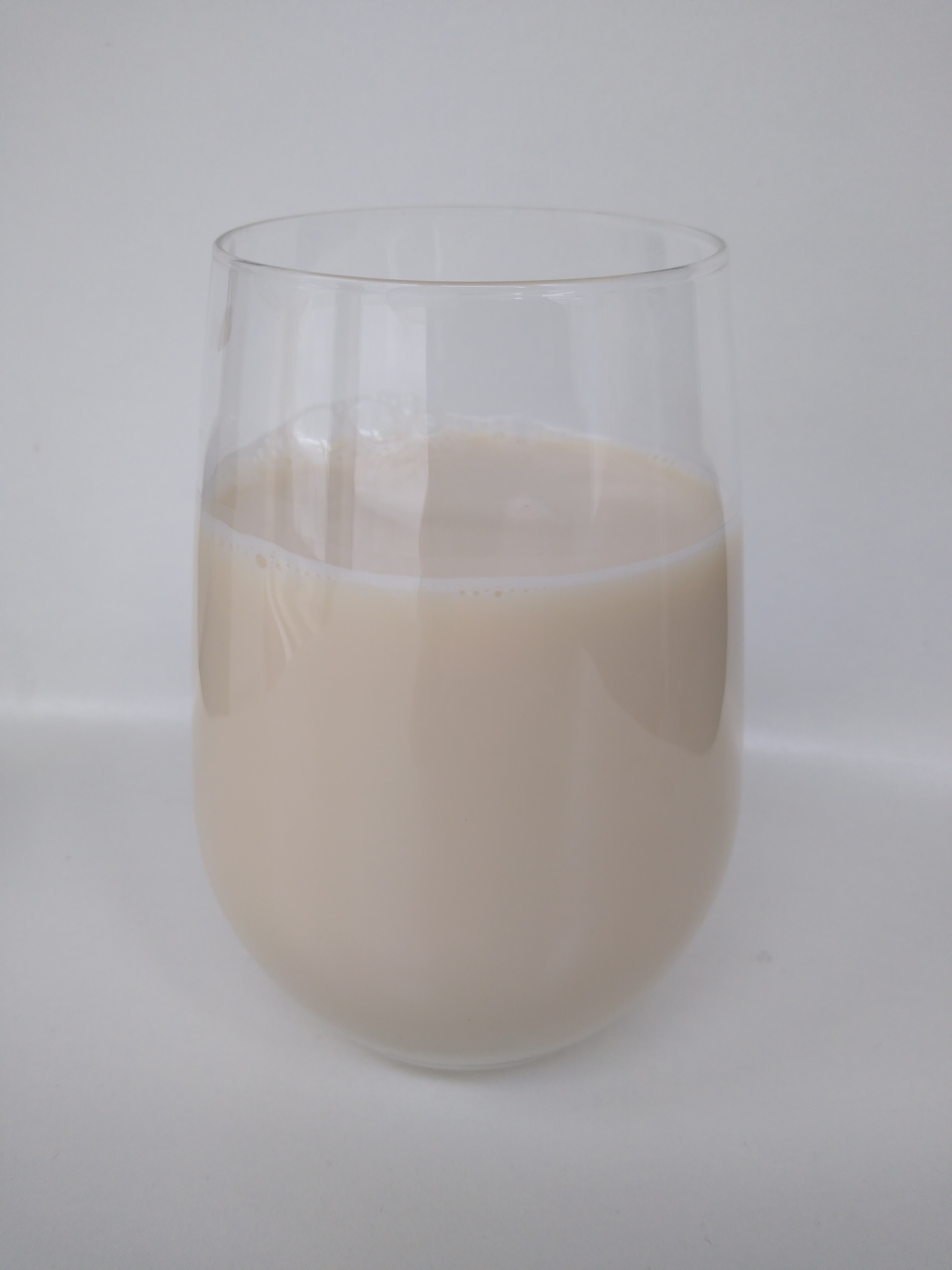
Миндальное молоко
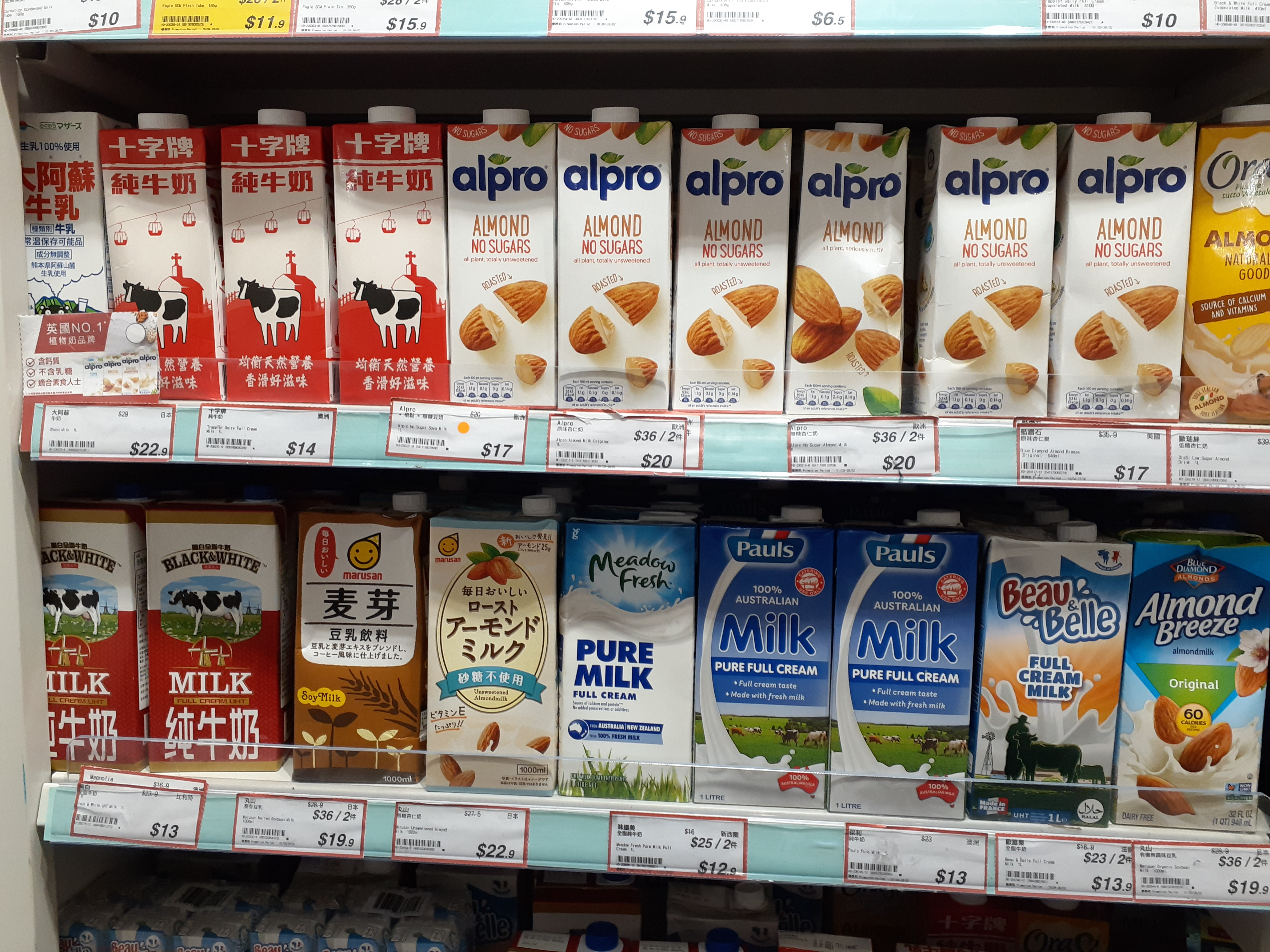
Продукция Alpro на витрине одного из магазинов

## Маркетинговая деятельность
Чтобы продемонстрировать альтернативы молоку и йогурту Alpro, годичная экспериментальная маркетинговая кампания дала потребителям в Великобритании возможность попробовать продукты меню завтрака на различных мероприятиях и в торговых центрах по всей стране. Компания Alpro также призвала посетителей сфотографироваться в интернет-капсуле на стенде и загрузить фотографии на Facebook, тем самым присоединившись к странице Alpro Soya в Facebook.